# Michaił Gołowatow
Michaił Wasilijewicz Gołowatow (ur. 23 sierpnia 1949, zm. 1 sierpnia 2022) – radziecki i rosyjski oficer.

## Życiorys
Michaił Gołowatow urodził się 23 sierpnia 1949 roku w Mukowninie w obwodzie moskiewskim. W 1965 roku wstąpił do moskiewskiego technikum lotniczego im. Nikołaja Godowikowa. Służył w straży pożarnej w Moskwie, od 1972 roku pracował w 7 Zarządzie KGB Rosyjskiej FSRR, a szkolenie odbył w 1973 roku w leningradzkiej szkole KGB.
W latach 1965–1971 był członkiem zespołu łyżwiarskiego w klubie Dynamo, w 1969 roku mistrz Moskwy w łyżwiarstwie. Zaocznie ukończył Leninowski Instytut Kultury Fizycznej.
W 1974 roku wstąpił do powołanej przez KGB antyterrorystycznej Grupy A, przeszedł drogę od młodszego snajpera do dowódcy jednostki. Od 1979 do 1980 roku służył w Afganistanie, a w listopadzie 1983 roku uczestniczył w akcji antyterrorystycznej na lotnisku w Tbilisi. Od marca do końca kwietnia 1984 roku ponownie służył w Afganistanie, a wkrótce potem został awansowany na zastępcę dowódcy Grupy A i szefa oddziału w Chabarowsku. W 1986 roku ukończył studia na Wyższej Szkole KGB ze specjalnością adwokata.
W styczniu 1991 roku jako dowódca grupy jednostek oddelegowany do Wilna w celu zdobycia wieży telewizyjnej. Po tych zdarzeniach został oficjalnie ogłoszony przez rząd niepodległej Litwy „wrogiem narodu litewskiego”. Jesienią 2010 roku władze Litwy wydały europejski nakaz aresztowania Gołowatowa.
Od 23 sierpnia 1991 do 4 lipca 1992 roku dowodził grupą A.
Po opuszczeniu armii zaangażowany w działalność prywatnych firm ochroniarskich, założył kilka z nich. W latach 1997–2002 był wiceprzewodniczącym Rady Doradczej FSB. 15 kwietnia 2004 roku został wybrany na prezydenta Federacji Łyżwiarstwa Szybkiego w Moskwie. Członek prezydium Rosyjskiej Federacji Narciarstwa Biegowego. Działacz organizacji kombatanckiej zrzeszającej dawnych żołnierzy jednostki antyterrorystycznej.
15 lipca 2011 roku został aresztowany na lotnisku w Wiedniu na podstawie międzynarodowego listu gończego i europejskiego nakazu aresztowania. Litwa zażądała jego ekstradycji, ale następnego dnia Gołowatow został zwolniony z aresztu i odleciał do Rosji. Zwolnienie Gołowatowa spowodowało konflikt dyplomatyczny pomiędzy Litwą i Austrią, w którym Litwę poparły Łotwa i Estonia. Służby dyplomatyczne tych trzech państw poskarżyły się na decyzję Austrii do europejskiej komisarz ds. sprawiedliwości i unijnej agendy koordynującej współpracę wymiarów sprawiedliwości Eurojust. Komisarz ds. sprawiedliwości wsparła jednak w sporze władze austriackie, argumentując, że przestępstwa, o które oskarżono Gołowatowa, zostały popełnione przed wejściem w życie procedury europejskiego nakazu aresztowania.

## Odznaczenia
- Order Czerwonego Sztandaru (ZSRR)
- Order Czerwonej Gwiazdy (ZSRR)
- Order „Za osobiste męstwo” (Białoruś)
- Medal „Za Odwagę” (ZSRR)